# الماس‌خان
الماس‌خان، روستایی از توابع بخش کاکاوند شهرستان دلفان در استان لرستان ایران است.

## جمعیت
این روستا در دهستان ایتیوند جنوبی قرار دارد و براساس سرشماری مرکز آمار ایران در سال ۱۳۸۵، جمعیت آن ۵۹ نفر (۹خانوار) بوده‌است.